# Morya
Morya - dans la Théosophie et l’Agni Yoga est l’un des « Enseignants de la Sagesse », dans l’Enseignement des Maîtres Ascensionnés - l’un des « Maîtres Ascensionnés » (sous le nom d’El Morya). Les premières mentions du Mahatma Morya appartiennent à Helena Blavatsky. Selon elle, les Mahatmas Morya et Kuthumi l'ont aidée à fonder la Société théosophique,,.

## Histoire

### La Société théosophique
Н.Р. Blavatsky a écrit que ses principaux ouvrages (« La Doctrine secrète -  synthèse de la science, de la philosophie et de la religion » et « Isis dévoilée (en) ») étaient le résultat de son étroite collaboration avec les Mahatmas Morya et Kuthumi. Helena Blavatsky a affirmé que Mahatma Morya lui était apparu dans des rêves et des visions depuis son enfance et que leur première rencontre avait eu lieu à Hyde Park (Londres) le 12 août 1851, le jour de son vingtième anniversaire,.

### Éthique Vivante (Agni Yoga)
Selon Nicolas Roerich et Éléna Roerich, l’Enseignement de l’Éthique Vivante (Agni Yoga) est né au cours de leur communication avec le "Grand Maître" connu dans les cercles théosophiques sous le nom de Mahatma Morya. Cette communication a eu lieu entre 1924 et 1938. Le fondement de l'Enseignement de l'Éthique Vivante est constitué de 14 livres contenant des textes qu'Éléna Roerich appelle des enregistrements de ces conversations,.

### L’Enseignement des Maîtres Ascensionnés
L’Enseignement des Maîtres Ascensionnés (en) est rattaché à la tradition théosophique par les chercheurs des nouveaux mouvements religieux. Les « Maîtres Ascensionnés » sont ceux que les théosophes appellent les « Enseignants de la Sagesse ». Dans l'Enseignement, il est dit qu'El Morya a fait son ascension à la fin du XIXe siècle. Toutes ses activités ultérieures, y compris celles à travers les Roerich sont considérées comme des activités provenant d'un état ascensionné. Un certain nombre d'incarnations qui ont précédé son ascension sont décrites. Parmi elles - Abraham, le roi Arthur, Serge de Radonège, Akbar le Grand et d'autres.
Les relations d'El Morya avec les êtres humains incarnés sont décrites comme les relations entre l’Enseignant et les disciples. Des représentants de l'Enseignement tels que D. Innessent (actif de 1951 à 1961) et Mark Prophet (en) (1958-1973) ont souligné le rôle particulier d’El Morya, le qualifiant d'initiateur de leurs activités,. Des messages au nom d'El Morya ont été publiés par D. Innessent, Mark et Elizabeth Prophet, Tatiana Mikouchina (bg),,.